# Aliocha Wald Lasowski
 (août 2023).
Aliocha Wald Lasowski, né le 1er février 1979 à Condé-sur-l'Escaut, est journaliste, essayiste, scénariste de bande dessinée, musicien et Professeur des Universités. Il est l'auteur d'une trentaine de livres, traduits en plusieurs langues.

## Biographie

### Jeunesse et études
Sa famille est à la fois originaire de Yougoslavie, de Pologne et d'Ukraine. De 17 à 21 ans, il étudie pendant quatre années en classes préparatoires littéraires : au lycée Louis-le-Grand (Paris), puis au lycée Fénelon (Paris) et enfin au lycée Fustel-de-Coulanges (Strasbourg).
Aliocha Wald Lasowski rédige un Mémoire de Master 1 sur Karl Marx et Charles Darwin à l'université Paris-Nanterre, sous la direction d'Étienne Balibar. En Master 2, son Mémoire est consacré à Gilles Deleuze et la musique, sous la direction de François Noudelmann à l’université Paris-VIII.
Il soutient en janvier 2012 une Thèse de doctorat, « Le jeu des ritournelles » publiée chez Gallimard  ; puis en juin 2017 une habilitation à diriger des recherches (HDR) sur l'esthétique d'Édouard Glissant, qu'il nomme la « chaosthétique », publiée aux Impressions nouvelles.

### Parcours professionnel
De 2007 à 2010, il est Responsable de Rédaction de la revue L’Agenda de la pensée contemporaine, aux côtés de François Jullien et d’Étienne Klein, à l’Institut de la Pensée Contemporaine de l’université Paris VII-Denis Diderot. En 2008, il remporte la bourse Édouard-Glissant,.
Parallèlement, il devient en 2005 Enseignant-Chercheur à la faculté des lettres de l’université catholique de Lille, où il est le Directeur du Département des études littéraires (Licence & Master & Doctorat). Dans ce Département, il dirige de 2006 à 2019 la Classe préparatoire de Sciences Po, avec 80% de réussites aux Concours nationaux des Institut d'études politiques. En 2019, il crée un Master professionnel des métiers du livre et de l'édition, le Master ELEN, qui a sa propre Maison d'éditions : les éditions de l'Horloge publient nouvelles et romans, avec la collaboration des étudiant.e.s du Master ELEN.
Pendant cinq années académiques, de 2019 à 2024, il enseigne aussi la philosophie politique postcoloniale (Fanon, Césaire, Glissant, Spivak, Maryse Condé...) à Sciences Po Lille au sein du Master PPE Philosophie, Politique et Economie,.

### Musicien
Pianiste de formation, Aliocha Wald Lasowski est aujourd'hui batteur de pop et R'N'B dans des groupes de musique — Trio Maïata (de 2000 à 2004), Music Culture Club (de 2012 à 2014), Montezuma Video (de 2014 à 2016), Galactic Storm (de 2016 à 2019) et CAPA (de 2023 à 2025) — avec lesquels il se produit en concert.

### Participations dans les médias
À partir de 2005, il est critique littéraire dans la presse et y publie de nombreux articles : dix ans au Magazine littéraire, de 2005 à 2015, puis au journal Marianne (2015-2018) et ensuite à L'Express (2018-2021), toujours aux pages Idées et Culture. Parallèlement, il écrit pour L'Humanité, Le Monde diplomatique, Le Point Hors-série, Art Press ou La Règle du jeu,
En 2015, son émission YouTube L'Atelier littéraire comporte une quinzaine d’émissions. En 2017, une autre émission L'Atelier culturel porte sur littérature et les autres arts.
En 2018, il entre à la Maison de la Radio comme chroniqueur de l'émission Avis Critique sur France Culture. Il participe aux trois saisons de cette émission hebdomadaire de débat sur l'actualité des essais et des idées, de 2018 à 2020. Sur France-Inter, il est régulièrement invité dans "L'heure philo", "Grand bien vous fasse" ou "Sous le soleil de Platon".
Pour la radio universitaire Radio UCLille, il crée des émissions de philosophie, On ne naît pas philosophe, on le devient et Voulez-vous philosopher avec moi, ce soir ?.

## Thèmes abordés
Il publie des essais sur Jean-Paul Sartre, Édouard Glissant, André Gide ou Philippe Sollers ; fait des entretiens avec une centaine de penseurs (Pensées pour le nouveau siècle, Panorama de la pensée d'aujourd'hui 1 & 2), écrit sur Louis Althusser, sur Barthes, Zweig ou l'apocalypse chez les écrivains, participe à des dossiers sur Camus ou Nietzsche,.
Dans son essai Jean-Paul Sartre, une introduction, il questionne la philosophie de la liberté chez Sartre et sa pensée politique de l'engagement.
Alors que la philo marxiste d'Althusser semble inactuelle aujourd'hui, il réalise des conversations personnelles et intellectuelles avec les célèbres anciens élèves de l'intellectuel communiste : Althusser et nous est un ensemble de dialogues, qui pour la première fois[source insuffisante], les réunit dans un même livre,.
Musicien, Wald Lasowski écrit sur le rythme dans la musique. Son livre Le Jeu des ritournelles — pourquoi siffler un air connu, en promenade ou dans la rue ? Que signifient retour, répétition et présence d'un chant jadis ? — explore les liens originaux entre 4 penseurs et 4 musiciens : Freud et Mozart, Gide et Chopin, Barthes et Schumann, Deleuze et Ravel. Dans Les Larmes musicales, il pense les pleurs dans la musique.
Son Dialogue avec Alain Badiou aux éditions Cercle d'art , pour les cent ans du peintre Pierre Soulages, revient sur les enjeux philosophiques de l'art, de la peinture et de l'esthétique, à travers un échange avec le penseur de l'inesthétique.
Les Cinq Secrets de James Bond développe les concepts de « philoscopie », « surmariage » ou « chaos-cinéma ». En s'appuyant sur les 25 films de la saga, il montre que 007 n'est pas britannique, qu'il ne court pas les filles, qu'il n'est pas allié aux USA, etc.[source insuffisante]
Édouard Glissant. Déchiffrer le monde[source insuffisante] réfléchit aux enjeux du monde actuel (pandémie, urgence écologique, Black Lives Matter, Gilets jaunes, etc.) à travers la pensée de Glissant[source insuffisante].
Sur l'épaule des dieux (Les Impressions Nouvelles), consacré aux arts (peinture, sculpture, musique, danse, théâtre, photographie, calligraphie…) et à la créolisation, fait découvrir un autre Édouard Glissant, passionné d'arts et cultures, ami des peintres et artistes, à travers des notions nouvelles, inventées par Aliocha Wald Lasowski, comme la « chaosthétique » et le « Tout-Musique ».
Serial virus. Regards d'un philosophe sur la crise analyse la sérialité et la rythmicité des deux années de pandémie de Covid-19. S'appuyant sur Sartre, Canguilhem, Deleuze ou Foucault, cet essai montre comment le Serial virus nous « dérythme » de nous-mêmes : dissémination virale contre logique politique, corps incertain contre raison sûre d'elle-même, Nietzsche contre Platon[source insuffisante].
Édouard Glissant. Artisan du Tout-monde, (collection « Le Bien commun » chez Michalon) s'ouvre par une réflexion sur la créolisation à propos de la tragédie amérindienne dans l'histoire des Etats-Unis.
Ni accélérer ni ralentir, plutôt changer son tempo à soi, en le conjuguant au rythme commun : Lasowski propose une réflexion en vue d'aider à sortir des cadences qui pèsent sur la société. Urgences contraignantes, rapidité de la communication, comment se libérer des rythmes imposés ? A chacun son rythme. Petite philosophie du tempo à soi invite à s'émanciper, à trouver son tempo à soi : en musique, cinéma, poésie ou sport, Lasowski propose l'« outre-rythme » ou le « rythme-relation », à l'usage d'aujourd'hui.
Imaginaire et politique de la créolisation. Edouard Glissant et nous aux éditions de l'Aube, dans la collection « Monde en cours »  est un livre de conversations avec 35 personnalités du « Tout-Monde » (Haïti, Martinique, Guadeloupe, Sénégal, Côte d'Ivoire, Djibouti, Algérie, Maroc, Tunisie, Japon, Brésil, Etats-Unis, Québec, Italie…) pour penser l'art et la culture aujourd'hui.
En janvier 1925, l'écrivain André Gide met la dernière main à son chef-d'œuvre littéraire, qui va bouleverser l'art d'écrire. Lorsque les premiers chapitres de son roman Les faux-monnayeurs paraissent, c'est la stupéfaction chez les lectrices et lecteurs : la modernité vient de frapper, le récit littéraire ne sera plus jamais pareil. L'essai Gide, à la lumière de Nietzsche d'Aliocha Wald Lasowski raconte la radicalité de cette rupture créatrice, qui a lieu avec l'appui de la philosophie de Nietzsche. 

## Publications

### Disques
- Edouard Glissant. Le Tout-monde, une dynamique de la diversité, coffret audio 3 CD, Frémeaux & associés, coll. "Figures de l'histoire", 2024
- Jean-Paul Sartre. Biographie d'un penseur du XXe siècle, coffret audio 3 CD, Frémeaux & associés, 2025

### Essais
- Commentaire de L’Enfance d’un chef de Jean-Paul Sartre, Gallimard, coll. « Foliothèque », 2007
- Pensées pour le nouveau siècle, Fayard, 2008
- Jacques Rancière. Politique de l’esthétique, Archives Contemporaines, 2009
- Rythmes de l’homme, rythmes du monde, Hermann, 2010
- Jean-Paul Sartre, une introduction, Pocket, coll. « Agora », 2011
- Philippe Sollers, l’art du sublime, Pocket, coll. « Agora », 2012
- Les Larmes musicales, William Blake & Co., 2012
- Édouard Glissant, penseur des archipels, Pocket, coll. « Agora », 2015
- Althusser et nous. Vingt conversations, PUF, 2016
- Panorama de la pensée d'aujourd'hui. Volume 1, Pocket, coll. « Agora », 2016
- Le jeu des ritournelles, Gallimard, coll. « Arcades », 2017
- La Tentation d'Eugénie. L'humanité face à son destin, avec Pierre Giorgini, Bayard, 2018
- Dialogue sur l'Art et sur Pierre Soulages, avec Alain Badiou, Cercle d'art, 2019
- Panorama de la pensée d'aujourd'hui. Volume 2, Pocket, coll. « Agora », 2019
- Les Cinq Secrets de James Bond, Max Milo éditions, coll. « Voix Libres », 2020
- La Crise de la joie, avec Pierre Giorgini, Bayard, 2020
- Édouard Glissant. Déchiffrer le monde, Bayard, 2021
- Sur l'épaule des dieux. Les arts d'Edouard Glissant, Les Impressions Nouvelles, 2022
- Serial virus. Regards d'un philosophe sur la crise, DésIris, coll. « contre-mesure », 2022
- Penser l'émancipation, avec Jacques Rancière, Éditions de l'Aube, 2022
- Édouard Glissant. Artisan du Tout-monde, Michalon, coll. « Le bien commun », 2023
- À chacun son rythme. Petite philosophie du tempo à soi, Le Pommier, 2023
- Imaginaire et politique de la créolisation. Edouard Glissant et nous, L'Aube, coll. « Monde en cours », 2023
- Edouard Glissant, PUF, "Biographies", 2024
- Jacques Derrida et Edouard Glissant en dialogues, PUV, "Intempestives", 2024
- Réhabilitons Sartre, Frémeaux & Associés, 2024
- Politiques du réel, avec Alain Badiou, Le Pommier, "Manifeste", 2024
- Gide, à la lumière de Nietzsche. Masque, artifice et fausse-monnaie, Hermann, 2025

### Dossiers et revues
- Signé Lyotard (dir.), revue Europe, mai 2008
- Barthes refait signe (dir.), Le Magazine littéraire, janvier 2009
- L'apocalypse. Les écrivains et la fin du monde (dir.), Le Magazine littéraire, juillet-août 2012
- Stefan Zweig. Un cœur désormais parfaitement universel (dir.), Le Magazine littéraire, mai 2013
- Nietzsche. Le philosophe de l'anticonformisme, Le Point Hors-série, juin 2013
- Albert Camus. La revanche, Le Point Hors-série, octobre 2013
- Raymond Aron, l'autre libéralisme (dir.), Marianne, juin 2015
- Edouard Glissant, penseur pour le temps présent (dir.), Cités, automne 2023
- "Deleuze et la musique : Boulez, Ravel, Mozart, John Cage...", Philosophie Magazine, décembre 2024